# Алдворс
Алдворс — село в Англії, у графстві Беркшир, у дистрикті Західний Беркшир на межі з графством Оксфордшир. Лежить за 17 км на захід від міста Редінга та за 75 км на захід від Лондона.
У Книзі Страшного суду село було записано як Еллеорд (анг. Elleorde), що із давньоанглійської мови перекладається як Далека ферма.

## Галерея

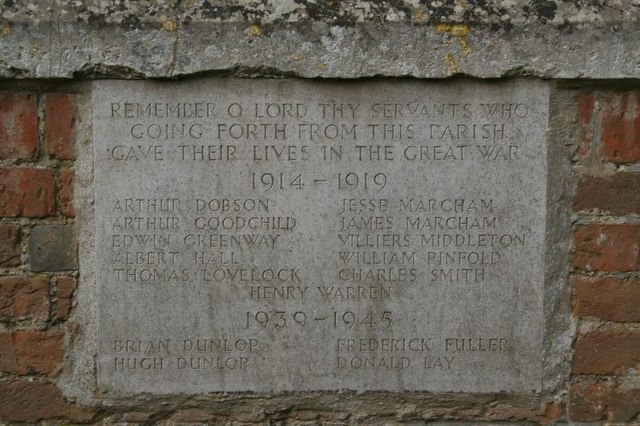
Меморіальна дошка пошани учасників світових війн
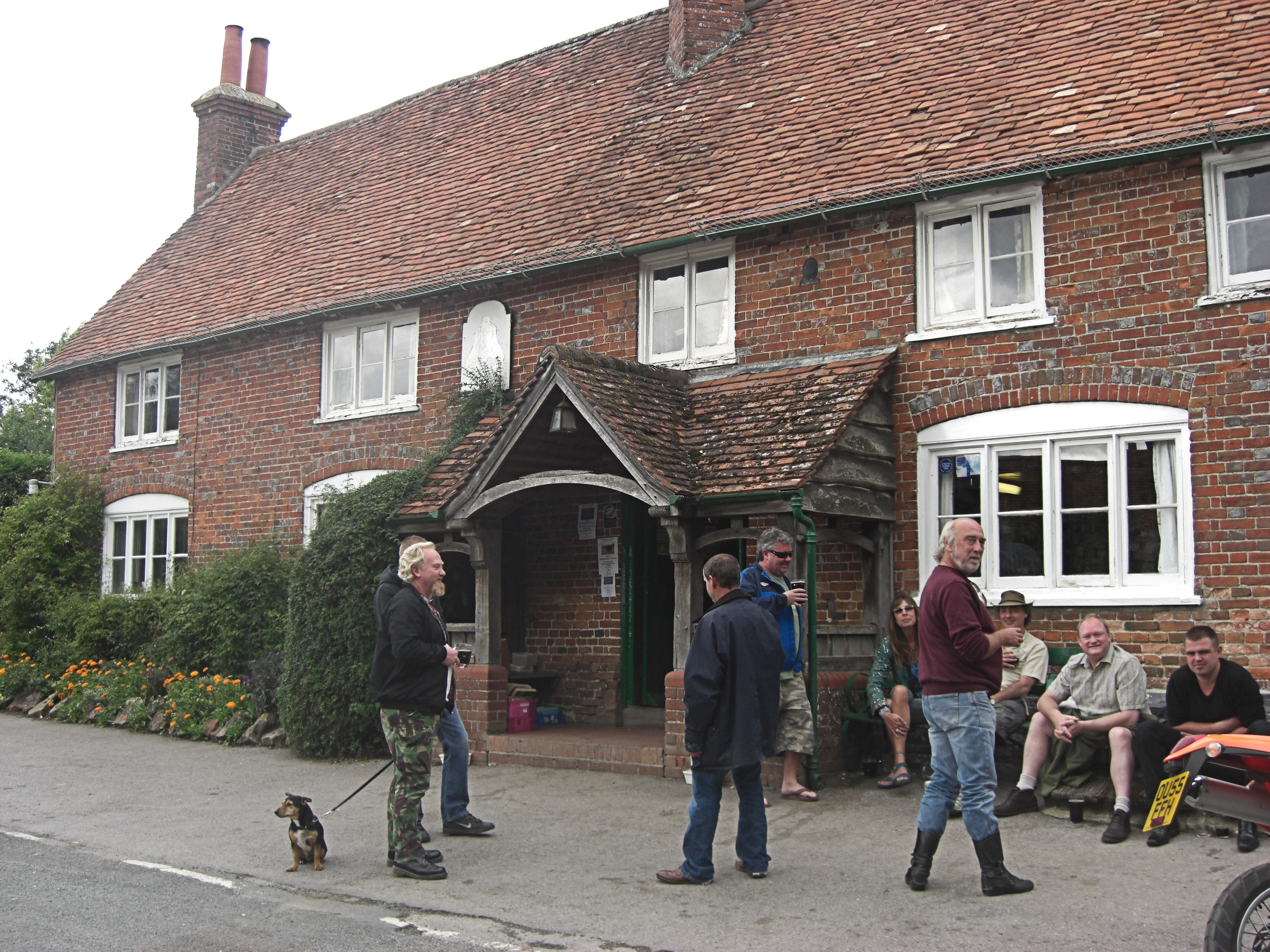
Паб «Белл»
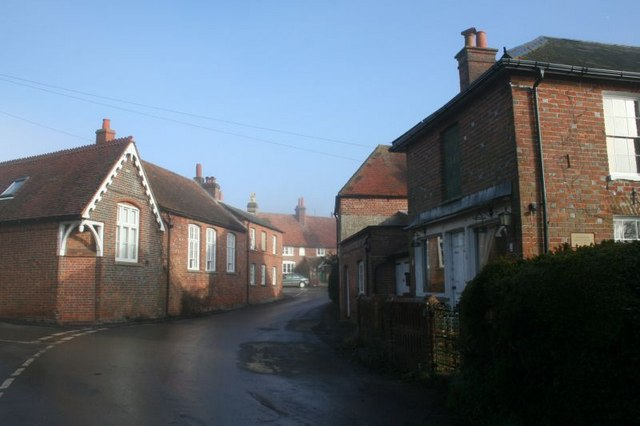
Стара крамниця біля школи